# Concerte la Biserica Neagră (2009)
Concerte la Biserica Neagră este un film românesc din 2009 regizat de Radu Gabrea.